# Landgericht Naila
Das Landgericht Naila war ein von 1812 bis 1879 bestehendes bayerisches Landgericht älterer Ordnung mit Sitz in Naila im heutigen Landkreis Hof.

## Geschichte
Im Jahr 1812 wurde im Verlauf der Verwaltungsneugliederung Bayerns das Landgericht Naila errichtet. Dieses wurde dem Mainkreis zugeschlagen. Es umfasste die Orte des ehemals preußischen Justiz- und Kammeramtes Naila. 1827 hatte das Landgericht eine Fläche von 4,838 Quadratmeilen (≙ 269 km²). Es gab 2 Städte, 3 Märkte, 40 Dörfer und weitere Orte mit etwa 16.500 Einwohnern.
1837 wurden die Gemeinden Dürrenwaid, Heinersberg, Langenbach und Steinbach ans Landgericht Nordhalben abgegeben.
Das Landgericht wurde 1862 in administrativer Hinsicht vom Bezirksamt Naila abgelöst und 1879 in juristischer Hinsicht vom Amtsgericht Naila.

## Struktur

### Steuerdistrikte
Im Rahmen des Gemeindeedikts wurde 1812 das Landgericht in 16 Steuerdistrikte untergliedert, die dem Rentamt Lichtenberg unterstanden:
- Baiergrün mit Einzigenhöfen, Hopfenmühle, Rauhenberg und Suttenbach;
- Bernstein mit Affennest, Breitengrund, Fußgrund, Gemeinreuth, Göhren, Götzengrund, Grubenberg, Mühlkamm, Räumlas, Räumlasgrund, Räumlasmühle, Sorg, Süßengut und Thiemitz;
- Culmitz mit Bärenhaus, Bärenhäuser, Culmitzhammer, Döbrastöcken, Froschbach, Garles, Hintere Erbsbühl, Lippertsgrün, Marlesreuth, Molkenbrunn, Nestelreuth, Pechreuth und Weidstaudenmühle;
- Döbra mit Haidengrün, Haueisen, Hohenzorn, Papiermühle, Pillmersreuth, Poppengrün, Rodeck, Schönwald und Thron;
- Geroldsgrün mit Hertwegsgrün, Hirschberglein, Langenau, Neuenhammer, Oberhalbgeroldsgrün, Oberhammer, Trögershäuser und Unterhammer;
- Issigau mit Eichenstein, Griesbach, Heinrichsdorf, Kemlas, Kupferbühl, Neuenmühle, Preußenbühl, Reitzenstein, Saarhaus, Sinterrasen und Wolfstein;
- Lichtenberg mit Blechschmidtenhammer, Dörflas, Dorschenmühle, Friedensgrube, Friedrich-Wilhelm-Stollen, Hölle, Höllenthal, Kleinschmieden und Selbitzmühle;
- Marxgrün mit Bobengrün, Christusgrün, Dürrnberg, Erlaburg, Gerlas, Horwagen, Hügel, Modelsmühle, Schafhof, Thierbach, Thierbacherhammer, Thierbachermühle und Ziegelhütte;
- Naila mit Dreigrün, Erbsbühl, Finkenflug, Kalkofen, Linden, Marmormühle, Mittelklingensporn, Oberklingensporn, Reutberg, Schleifmühle, Schottenhammer und Unterklingensporn;
- Neuhaus mit Edlasmühle, Froschgrün, Kohlbühl, Mittelklingensporn, Rodesgrün, Schneckengrün und Wachholderbusch;
- Schauenstein mit Dorschenhammer, Hagenmühle, Kleinschmiedenhammer, Lehstenmühle, Uschertsgrün und Windischengrün;
- Schwarzenbach mit Äußera, Dorschenmühle, Gottmannsgrün, Hühnergrund, Kleindöbra, Löhmar, Löhmarmühle, Meierhof, Oberleupoldsberg, Poppengrund, Rauschengrund, Rauschenhammermühle, Schmölz, Schönbrunn, Schübelhammer, Schwarzenstein, Straßdorf, Überkehr, Unterleupoldsberg, Viceburg und Zuckmantel;
- Selbitz mit Dörnthal, Hüttung, Hüttungshaus, Kreuzbühl, Rothenbürg, Sellanger und Staudenhäuser;
- Steinbach mit Bayreuther Schneidmühle, Dürrenwaid, Dürrenwaiderhammer, Großenreuth, Grund, Heinersberg, Hermesgrün, Krögelsmühle, Langenbach, Mühlleithen, Neumühle, Schnappenmühle, Stoffelsmühle und Untersteinbach;
- Untersteben mit Carlsgrün, Fichten, Krötenmühle, Lochau, Mordlau, Obersteben, Oberzeitelwaidt, Schleeknock und Untere Zeitelwaidt;
- Volkmannsgrün mit Adlanz, Finkenflug, Günthersdorf, Loh, Mühldorf, Neudorf, Pinzig und Schafhof.

### Gemeinden
Mit dem Zweiten Gemeindeedikt (1818) wurden 36 Ruralgemeinden und 3 Munizipalgemeinden gebildet:
- Baiergrün mit Einzigenhöfen, Hopfenmühle, Rauhenberg und Suttenbach;
- Bernstein mit Breitengrund, Gemeinreuth, Götzengrund, Mühlkamm, Süßengut und Thiemitz;
- Bobengrün mit Erlaburg, Gerlas, Horwagen und Ziegelhütte;
- Carlsgrün mit Krötenmühle, Schleeknock und Untere Zeitelwaidt;
- Culmitz mit Bärenhäuser, Culmitzhammer, Döbrastöcken, Hintere Erbsbühl, Pechreuth und Schottenhammer;
- Döbra mit Hohenzorn, Pillmersreuth, Poppengrün, Rodeck, Schönwald und Thron;
- Dörnthal mit Hüttung, Rothenbürg, Sellanger und Staudenhäuser;
- Dürrenwaid mit Dürrenwaiderhammer, Großenreuth und Neumühle;
- Froschgrün mit Mittelklingensporn und Schneckengrün;
- Geroldsgrün mit Hertwegsgrün, Hirschberglein, Langenau, Neuenhammer, Oberhalbgeroldsgrün, Oberhammer, Trögershäuser und Unterhammer;
- Haidengrün mit Haueisen und Papiermühle;
- Heinersberg mit Bayreuther Schneidmühle, Grund, Krögelsmühle, Schnappenmühle und Stoffelsmühle;
- Issigau mit Heinrichsdorf, Neuenmühle und Saarhaus;
- Kemlas;
- Langenbach mit Hermesgrün und Mühlleiten;
- Lichtenberg (Magistrat III. Klasse) mit Blechschmidtenhammer, Dörflas, Dorschenmühle, Friedensgrube, Friedrich-Wilhelm-Stollen, Höllenthal und Selbitzmühle;
- Lippertsgrün mit Froschbach, Pechreuth und Weidstaudenmühle;
- Löhmar mit Hühnergrund, Löhmarmühle, Oberleupoldsberg, Oberschmölz, Schübelhammer, Überkehr, Unterleupoldsberg, Unterschmölz und Zuckmantel;
- Marlesreuth mit Bärenhaus, Garles, Molkenbrunn und Nestelreuth;
- Marxgrün mit Hölle, Hügel, Kleinschmieden und Modelsmühle;
- Meierhof mit Böckföhrenmühle, Gottsmannsgrün, Poppengrund, Schönbrunn und Viceburg;
- Naila (Magistrat III. Klasse) mit Dreigrün, Erbsbühl, Finkenflug, Kalkofen, Linden, Marmormühle, Oberklingensporn, Reutberg, Schleifmühle, Schottenhammer und Unterklingensporn;
- Neudorf mit Adlanz, Finkenflug, Loh, Mühldorf, Pinzig und Schafhof;
- Neuhaus mit Edlasmühle und Wachholderbusch;
- Obersteben mit Fichten und Lochau;
- Räumlas mit Affennest, Fußgrund, Göhren, Grubenberg, Räumlasgrund, Räumlasmühle und Sorg;
- Reitzenstein mit Brand, Eichenstein, Einsiedel, Griesbach, Kupferbühl, Preußenbühl, Sinterrasen und Wolfstein;
- Rodesgrün mit Kohlbühl;
- Schauenstein (Magistrat III. Klasse) mit Dorschenhammer, Hagenmühle, Kleinschmiedenhammer und Lehstenmühle;
- Schwarzenbach mit Dorschenmühle;
- Schwarzenstein mit Rauschengrund und Rauschenhammermühle;
- Selbitz mit Hüttungshaus und Kreuzbühl;
- Steinbach mit Untersteinbach;
- Straßdorf mit Äußera und Kleindöbra;
- Thierbach mit Christusgrün, Dürrnberg, Schafhof, Thierbacherhammer und Thierbachermühle;
- Untersteben mit Mordlau und Oberzeitelwaidt;
- Volkmannsgrün mit Günthersdorf;
- Weidesgrün mit Stegmühle;
- Windischengrün mit Uschertsgrün.